# Matthew Walls
Matthew Walls (Oldham, 20 de abril de 1998) é um ciclista britânico que compete na modalidade de pista. Ganhou uma medalha de ouro no Campeonato Europeu de Ciclismo em Pista de 2018, na carreira por eliminação.
Conquistou o ouro no omnium em Tóquio 2020, terminando-o com 153 pontos.

## Medalhas em competições internacionais
| Campeonato Europeu | Campeonato Europeu    | Campeonato Europeu | Campeonato Europeu |
| Ano                | Lugar                 | Medalha            | Competição         |
| ------------------ | --------------------- | ------------------ | ------------------ |
| 2018               | Glasgow (Reino Unido) | Medalha de ouro    | Eliminação         |

## Palmarés
2018
- 2 etapas da Flèche du Sud[3][4]
- 1 etapa da Paris-Arrás Tour[5]

2019
- 1 etapa da Paris-Arrás Tour
- 1 etapa do Giro Ciclistico d'Itália[6]